# Ultimate (trike)
Ultimate is een merk van trikes.
Amerikaans merk dat trikes maakt op basis van motorfietsen als Harleys, Honda GoldWings en Honda Valkyries, maar ook Volkswagens.